# Єврейська енциклопедія
«Єврейська енциклопедія» (англ. Jewish Encyclopedia) — американський 12-томний енциклопедичний довідник присвячений історії, культурі та звичаям єврейського народу, юдеїв. Видана у 1901—1906 роках в Нью-Йорку, видавництвом Funk & Wagnalls, під головною редакцію Ісидора Зінгера. Містить понад 15 тисяч статей. Охоплює період від античності до початку ХХ століття. Одне з фундаментальних видань в галузі юдаїки. Перевидана у 1960 роках видавничим домом KTAV.

## Назва
- Єврейська енциклопедія (англ. The Jewish Encyclopedia) — коротка.
- Єврейська енциклопедія: описові записи з історії, релігії, літератури та звичаїв єврейського народу від найдавніших часів до сьогодення (англ. The Jewish Encyclopedia: A Descriptive Record of the History, Religion, Literature, and Customs of the Jewish People from the Earliest Times to the Present Day) — повна.